# پرچوهی پارتیزپانیان-بارسقیان

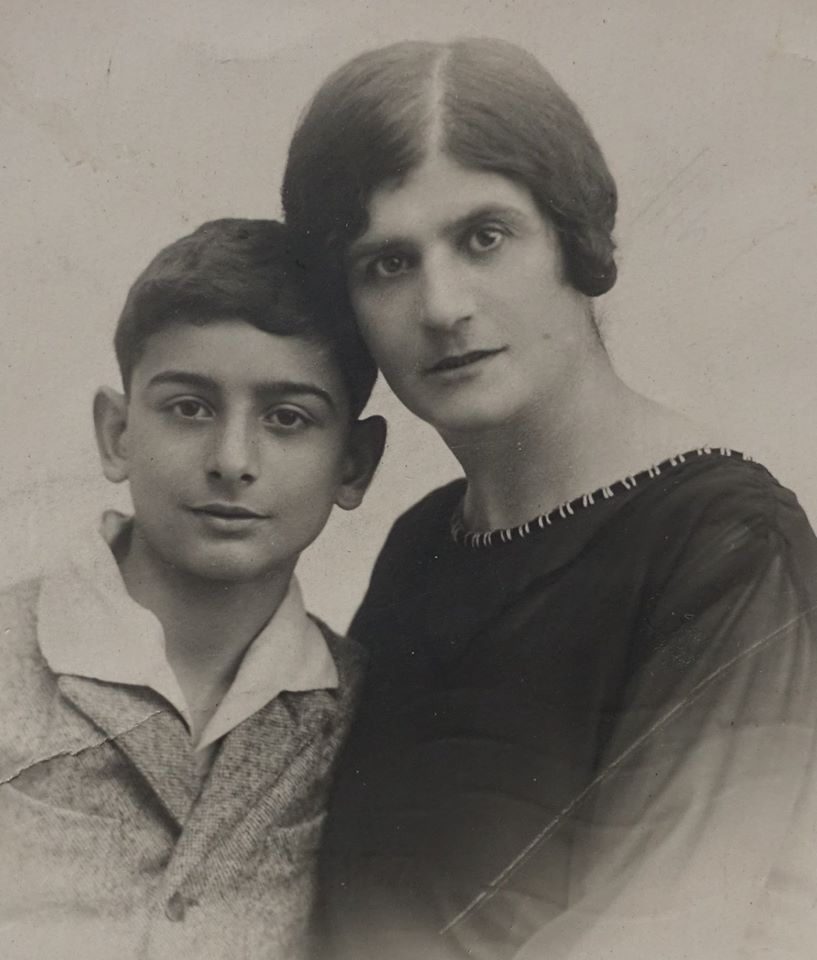

پرچوهی پارتیزپانیان-بارسقیان (Պերճուհի Պարտիզպանյան-Բարսեղյան؛ زادهٔ ۱۸۸۶ – درگذشته ۱۹۴۰) یک آموزگار، بشردوست، نویسنده و سیاستمدار اهل ارمنستان است که از تاریخ ۱۹۱۸ تا تاریخ ۱۹۲۰ نماینده دوره دوم مجلس ملی نخستین جمهوری ارمنستان بود. وی بین سال‌های ۱۹۰۲ تا ۱۹۳۹ میلادی فعالیت می‌کرد. وی یکی از سه زن نماینده دوره دوم مجلس ملی ارمنستان (۱۹۱۸–۱۹۲۰) بود.

## زندگی‌نامه
در ۱۸۸۶ در ادرنه به دنیا آمد و در ژنو تحصیل کرد. در سال ۱۹۰۹ با سارگیس بارسقیان ازدواج کرد و پس از قتل همسرش به بلغارستان و سپس به تفلیس نقل مکان کرد و در آنجا به تدریس در مدارس هونانانیان و گایانیان پرداخته‌است. وی پس از اعلام جمهوری اول ارمنستان، با تنها پسرش آرمن به ایروان نقل مکان کرد و در ژوئیه سال ۱۹۱۹ به عنوان عضو پارلمان انتخاب شده‌است. پس از سقوط جمهوری، او از ارمنستان مهاجرت کرد. وی در ۱۹۴۰ در سن ۵۴ سالگی در پاریس درگذشت. ژانا بارسقیان شهردار فعلی استراسبورگ فرانسه نتیجه وی می‌باشد.
او در ترسیم خطوط زندگی خود و ملت ارمنی کوشیده و بیشتر آثارش بازگو کننده تاریخ ربع اول قرن بیستم ارمنیان است. روزهای سوخته ماجرای زندگی خود نویسنده است. او با بیانی ساده ولی با مفاهیم انسانی به درون خویش و جامعه ای که در آن زندگی می کرده نگریسته و رویدادهای محیط خود را عمیق و ژرف به تصویر در آورده است. داستان حلقه ای از زنجیرم – به قلم این نویسنده – ازبهترین نوول های رئالیستی ارمنی است که برنده چندین جایزه ادبی شده است.

## بخشی از روزهای سوخته
«… از ژنو تا اسلامبول و در تمام طول این مسافرت غرق در افکار و رویاها و امید هایی بودم و انقلاب عظیمی در درونم به پا ساخت و مرا سخت به خود مشغول داشت گویی که هر لحظه ترس مرموزی مرا تهدید می کند… آیا او مرا خواهد پسندید؟… من در این مدت پنج سال زحمات طاقت فرسا و رنج های زیادی کشیده بودم. پدر و مادرم برای ازدواج من افراد مختلفی را در نظر گرفته و بدین وسیله مرا در فشار گذاشته بودند. قلبم از این عمل ملامت بار می نالید. گویی مرا نفرین کرده بودند. چه هر مردی به فکر ازدواج می افتاد در همان نخستین دفعه گریبان مرا می گرفتند و قرعهٔ فال به نام من می زدند. من چقدر به خاطر این موضوع رنجآور که اشک نریختم و عذاب نکشیدم.

من به هیچ وجه خانواده ام را مقصر نمی دانم. به خصوص که اکنون احساس می نمایم آنان از دیدگاه خودشان حق داشتند. لیکن این را هم صریحاً می گوییم که گذشته از این اگر خداوند ده بار دیگر مرا بمیراند و آنگاه زنده کند باز هم زندگانی ام را در این روند آغاز خواهم نمود…».

## بخشی از حلقه‌ای از زنجیرم
«…اصولاً بشر بدین گونه می اندیشد که مصیبت های بزرگ بدون آگاهی قبلی روی نخواهد داد. مثلاً هنگامی که یکی از بستگانش در می گذرد انسان انتظار دارد که هم اکنون، سیل عظیمی حلقوم خود را خواهد گشود و یا زمین لرزهٔ شدیدی به وقوع خواهد پیوست و سرانجام زندگی بشری پایان خواهد یافت…».